# Resseliella emblicae
Resseliella emblicae är en tvåvingeart som beskrevs av Dali Chandra 1991. Resseliella emblicae ingår i släktet Resseliella och familjen gallmyggor.
Artens utbredningsområde är Uttar Pradesh (Indien). Inga underarter finns listade i Catalogue of Life.